# بولیوار (بازیکن فوتبال)
آتیرسوم مازولی ای اولیویرا (به پرتغالی: Fabian Guedes) مدافع اهل برزیل است که در شهر Santa Cruz do Sul و در تاریخ ۱۶ اوت ۱۹۸۰ به دنیا آمده‌است.
آتیرسوم مازولی ای اولیویرا در تیم‌های فوتبال Guarani-RS سابقهٔ حضور دارد.